# Debreixte
Debreixte (en macedònic Дебреште) és un poble situat al municipi de Dòlneni, al centre de Macedònia del Nord.
L'any 2002 es va realitzar un cens, afirmant que al poble hi havia una població de 2.424 habitants, dividits ètnicament de la següent manera:
- Turcs: 2.088
- Macedonis: 169
- Albanesos: 149
- Altres: 18